# Julio Ayoví
Julio Ayoví (Esmeraldas, Ecuador, 30 de mayo de 1982) es un futbolista ecuatoriano. Juega de defensa o lateral izquierdo y su equipo actual es club Vargas Tórrez de la Serie B de Ecuador.

## Trayectoria
Julio empezó su carrera en las formativas del club Juventus de su natal Esmeraldas donde logra debutar en el equipo principal en el torneo de Segunda Categoría, después de 3 años pasa al Brasilia también de Segunda pero solo permanece 6 meses, regresa a Juventus por tres meses y luego es transferido al Esmeraldas Petrolero por tres meses. La inestabilidad marcó los primeros años de su carrera.
Luego en 2003 consigue estabilidad al fichar por el Deportivo Santo Domingo, equipo de Segunda Categoría de la provincia de Santo Domingo de los Tsáchilas, ahí permanece hasta 2005, su buen rendimiento lo lleva por seis meses al Municipal Cañar, pero tras un paso no muy bueno es transferido al Espoli desde 2006 hasta 2008, a principios de 2008 es fichado por Aucas donde se establece por toda la temporada hasta finales de ese año.
En 2009 vuelve al Espoli por toda la temporada, para en el año 2010 pasar al Macará de Ambato de la Serie A de Ecuador, tras una temporada en la Tierra de los tres Juanes cambia de aires al pasar al Manta Fútbol Club también de primera división donde se queda por dos temporadas la 2011 y la 2012, desde 2013 hasta 2015 juega para Liga de Loja de la Serie A, un total de 3 temporadas se mantuvo en el Sur del país donde también tuvo participación en torneos internacionales como la Copa Sudamericana con el elquipo lojano, jugando 7 partidos, 6 como titular y uno entró al cambio.
En 2016 fue fichado por Liga Deportiva Universitaria, equipo de la Serie A de Ecuador, a sus 33 años llegó al equipo capitalino aportando su experiencia después de su larga y variada carrera.

## Clubes
| Club                    | País    | Año       |
| ----------------------- | ------- | --------- |
| Juventus                | Ecuador | 1998-2002 |
| Brasilia                | Ecuador | 2002      |
| Juventus                | Ecuador | 2003      |
| Esmeraldas Petrolero    | Ecuador | 2003      |
| Deportivo Santo Domingo | Ecuador | 2003-2005 |
| Municipal Cañar         | Ecuador | 2005      |
| Espoli                  | Ecuador | 2006-2007 |
| Aucas                   | Ecuador | 2008      |
| Espoli                  | Ecuador | 2009      |
| Macará                  | Ecuador | 2010      |
| Manta F. C.             | Ecuador | 2011-2012 |
| Liga de Loja            | Ecuador | 2013-2015 |
| Liga de Quito           | Ecuador | 2016      |
| Liga de Portoviejo      | Ecuador | 2017      |
| Brasilia                | Ecuador | 2018      |
| Esmeraldas F. C.        | Ecuador | 2019      |
| Everest                 | Ecuador | 2020      |
| Baldor Bermeo Cabrera   | Ecuador | 2021      |
| Atlético Samborondón    | Ecuador | 2022      |
| Leones                  | Ecuador | 2023-act. |